# Área metropolitana de Salinas
El Área Metropolitana de Salinas y oficialmente como Área Estadística Metropolitana de Salinas, CA MSA tal como lo define la Oficina de Administración y Presupuesto, es un Área Estadística Metropolitana centrada en la ciudad de Salinas en el estado estadounidense de California. El área metropolitana tenía una población en el Censo de 2010 de 415.057 habitantes, convirtiéndola en la 122.º área metropolitana más poblada de los Estados Unidos. El área metropolitana de Salinas comprende solamente el condado de Monterrey y la ciudad más poblada es Salinas.

## Composición del área metropolitana

### Ciudades
Carmel-by-the-Sea |
Del Rey Oaks |
Gonzales |
Greenfield |
King City |
Marina |
Monterrey |
Pacific Grove |
Salinas |
Sand City |
Seaside |
Soledad 

### Lugares designados por el censo
Aromas† |
Boronda |
Bradley |
Carmel Valley Village |
Castroville |
Chualar |
Del Monte Forest |
Elkhorn |
Las Lomas |
Moss Landing |
Pájaro |
Pine Canyon |
Prunedale |
San Ardo |
San Lucas |
Spreckels 